# Tipula bantu
Tipula bantu är en tvåvingeart som beskrevs av Alexander 1956. Tipula bantu ingår i släktet Tipula och familjen storharkrankar. Inga underarter finns listade i Catalogue of Life.